# 일랑고 아디갈

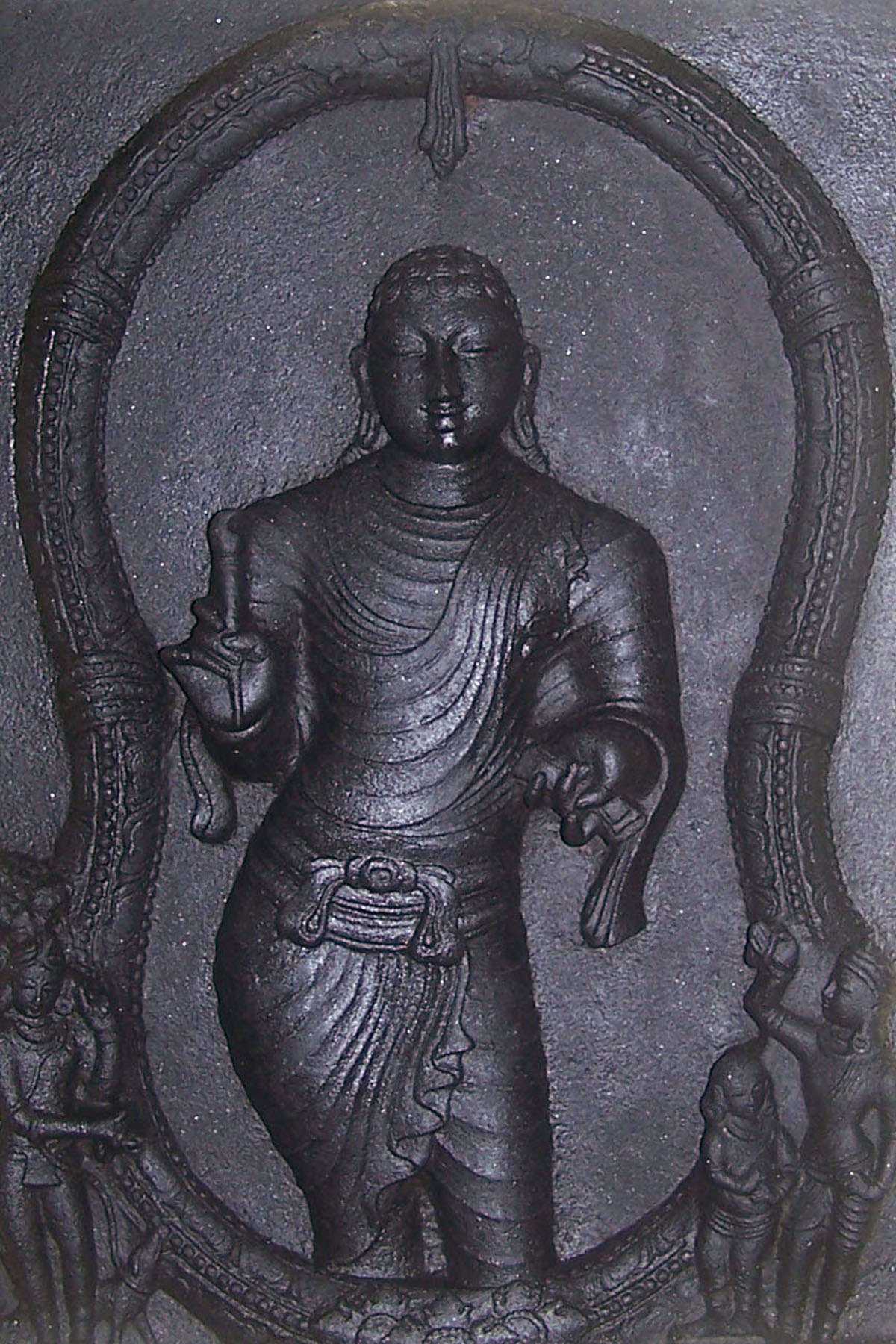
예술가가 표현한 일랑고 아디갈

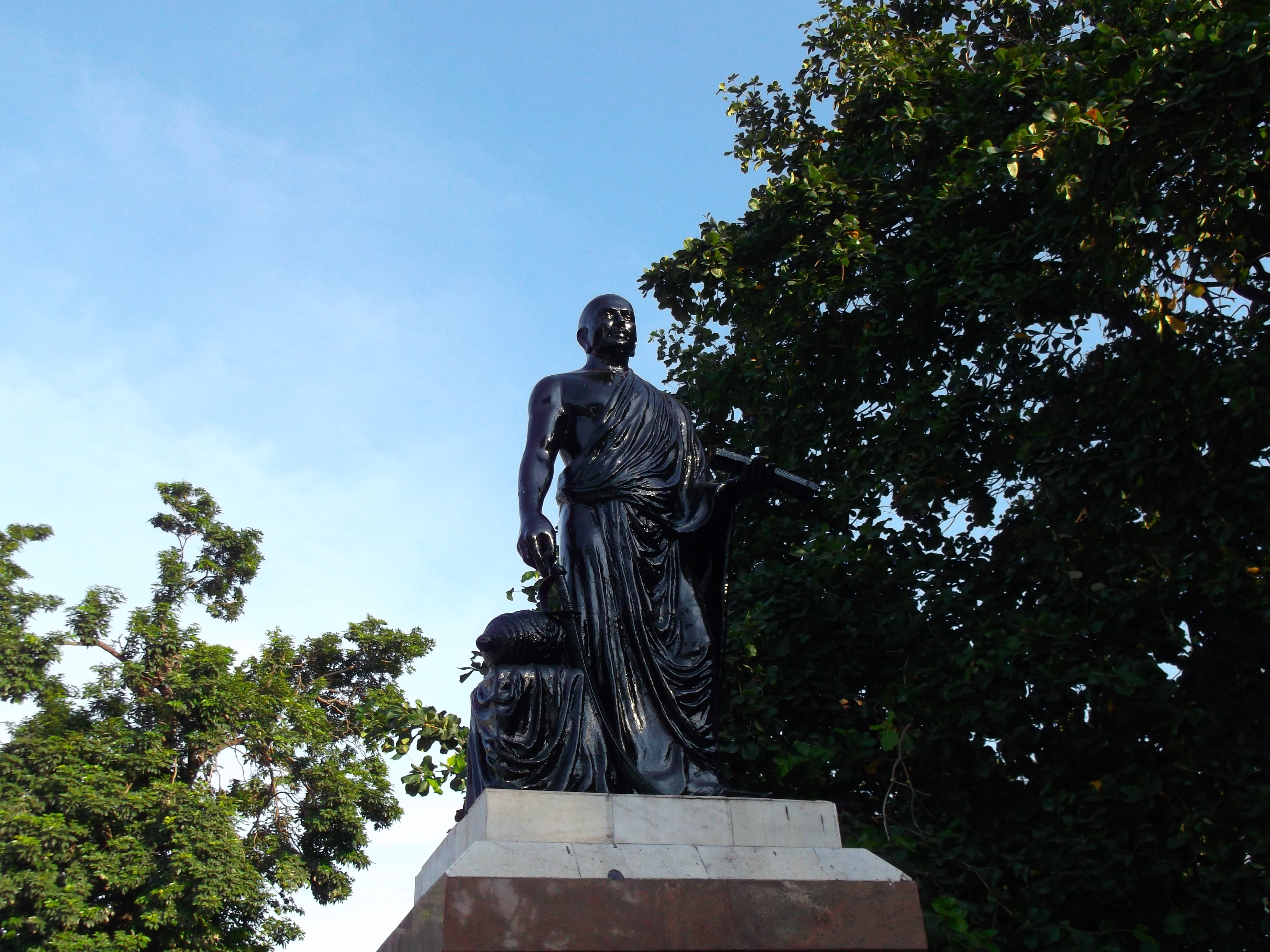
인도 첸나이 마리나 해변에 있는 일랑고 아디갈 동상.

일랑고 아디갈(타밀어: இளங்கோவடிகள், 말라얄람어: ഇളങ്കോവടികൾ)는 타밀 승려이자 시인으로, 때때로 체라 왕자로 식별되기도 한다. 그는 전통적으로 고대 타밀 문학의 다섯 서사시 중 하나인 실라파티카람의 작가로 인정받고 있다. 그는 체라나두 (오늘날의 케랄라주) 출신의 가장 위대한 시인들 중 한 명이다. 서사시의 파티캄 (프롤로그)에서, 그는 자신을 유명한 체라 국왕 센쿠투반의 형제라고 밝혔다. 엘리자베스 로젠에 의해 언급된 바와 같이, 이 체라 왕은 서기 2세기 말 또는 3세기 초에 왕국을 통치했다. 그러나 파티루팟투의 상감시에는 센쿠투반과 그의 가족, 통치자의 일대기가 실려 있을 뿐 그에게 금욕자가 되거나 가장 아끼는 서사시 중 하나를 쓴 형제가 있었다는 사실은 전혀 언급되지 않아 의심스럽다. 이 때문에 학자들은 전설적인 작가 일랑고 아디갈 신화가 나중에 서사시에 삽입되었을 가능성이 높다는 결론을 내렸다. 카밀 즈벨레빌은 1968년에 쓴 글에서 "이 [아디갈의 주장]은 아마도 체라 왕조의 후대 구성원[5세기 또는 6세기]들이 초기 사건들[2세기 또는 3세기]을 회상하면서 실행한 약간의 시적 환상일 수 있다"고 주장했다.

## 생애
일랑고 아디갈은 전통적으로 '실라파티카람'의 저자로 여겨지고 있다. 그에 대한 직접적인 확인 가능한 정보는 없다. 그는 수세기 후 서사시에 작곡되고 보간된 파티캄(프롤로그)을 바탕으로 자이나교 승려가 된 왕자로 추정된다. 일랑고는 체라 왕 네둠 체랄라탄과 촐라 왕조의 공주 날초나이 사이에서 태어난 아들로 여겨진다. 그의 형은 유명한 전사왕인 센구투반으로 여겨진다. 어린 일랑고가 왕권을 포기한 이유는 한 사제가 조정에 어린 왕자가 그의 아버지의 뒤를 이을 것이라고 말했고, 일랑고는 그가 틀렸다는 것을 증명하고 싶어했기 때문이다. 그러나 상감 시대의 파티루파투에 네둠 체랄라탄과 센구투반의 전기가 실린 반면, 일랑고 아디갈은 언급되지 않았기 때문에 이러한 전통적인 믿음은 의심스럽다.
서사시의 여러 부분에서 서사시의 주요 등장인물들이 자이나 수도승이나 수녀를 만나는 것처럼, 작가는 자이나교 학자였다. 서사시의 마지막 칸토인 155-178행에는 "나도 들어갔다"가 언급되어 있는데, 학자들은 "나"를 작가 아디갈로 상정하고 있다.서사시는 또한 다른 세부 사항들 중에서도 "가자바후 싱크로율"을 언급한다.
이 구절은 서기 171년에서 193년 사이에 실론(스리랑카)의 왕으로 추정되는 가자바후가 참석한 가운데 아디갈이 센구투반 왕의 동물 희생제에 참석했다는 것이다. 이것은 아디갈이 그들과 같은 시기에 살았다는 주장으로 이어졌다. 이 구절들은 또한 그가 2세기 체라 왕국(현재 케랄라의 일부)의 수도인 반치 외곽에 있는 수도원에서 산냐시가 되었다고 언급한다. 이 선언은 그가 자이나교 승려가 되는 것으로 해석된다.
카밀 즈벨레빌에 따르면, 이 모든 것은 일랑고 아디갈이 그가 쓴 서사시에 집단 기억의 일부로 남기 위해 추가한 사기 진술이었을 것이다. 즈벨레빌은 아디칼이 몇 세기 후에 살았던 자이나교도일 가능성이 높다고 말하고 있으며, 그의 서사시는 "5세기나 6세기 이전에는 작곡될 수 없었을 것이다."
스리랑카의 불교, 종교사, 인류학 학자인 가나나트 오베데세케레는 이 서사시의 가자바후 주장과 일랑고 아디갈과 센구투반 사이의 친족관계를 비역사적인 것으로 간주하고 있으며, 이 구절들이 타밀 서사시로의 "후기 보간"일 가능성이 높다고 보고 있다. 파르타사라티는 작가가 왕자가 아니었을 가능성이 높으며, 체라 왕조와는 아무런 관련이 없었다고 말하고 있으며, 이 구절들은 서사시에 추가되어 문헌에 높은 혈통적 지위를 부여하고, 왕실의 지지를 얻었으며, 서사시에 묘사된 것처럼 타밀 지역(오늘날 케랄라주와 타밀나두주)에서 "파티니 여신과 그녀의 사원들에 대한 숭배를 제도화"하기 위한 것이었을 수도 있다.
또 다른 타밀 전설에 따르면, 점성술사는 그가 이 땅의 지배자가 될 것이라고 예측했다. 이를 막기 위해, 그리고 그의 형을 왕이 되게 하기 위해, 왕자는 일랑고 아디갈이라는 이름을 가진 자이나교 승려가 되었다고 전해진다.

## 유산
일랑고 아디갈이 쓴 실라파티카람 서사시는 마니메칼라이라고 불리는 또 다른 체라-타밀 시 서사시에 영감을 주었다. 이 시적 서사시는 앞서 언급한 작품의 속편으로 작용한다. 그것은 마니메칼라이라는 이름의 코발란(실라파티카람의 주인공)과 마다비(실라파티카람에서 코발란과 바람을 피운 사람)의 딸을 중심으로 전개된다. 비록 마니메칼라이의 어머니는 마다비였지만, 그녀는 파티니 여신(코발란의 아내 칸나기)을 숭배했다.

## 같이 보기
- 타밀 문학

### 서지
- V R Ramachandra Dikshitar (1939), 《The Silappadikaram》, Oxford University Press
- Adigal, Prince Ilangô (1965), 《Shilappadikaram: (The Ankle Bracelet)》, 번역 Alain Daniélou, New Directions, ISBN 9780811200011
- R Parthasarathy (Translator) (2004). 《The Cilappatikāram: The Tale of an Anklet (Iḷaṅkōvaṭikaḷ)》. Penguin Books. ISBN 978-0-14-303196-3.
- Kamil Zvelebil (1973). 《The Smile of Murugan: On Tamil Literature of South India》. BRILL. ISBN 90-04-03591-5.